# Krivogaštani
Krivogaštani (makedonska: Кривогаштани) är en ort i Nordmakedonien.   Den är huvudort i kommunen med samma namn, i den centrala delen av landet, 70 kilometer söder om huvudstaden Skopje. Krivogaštani ligger 607 meter över havet och antalet invånare är 5 899.